# Lino Lacedelli
Lino Lacedelli (n. Cortina d'Ampezzo, Belluno, Italia, 4 de diciembre de 1925 - 20 de noviembre de 2009) fue uno de los dos escaladores de la expedición italiana que alcanzó por primera vez la cumbre del K2 el 31 de julio de 1954. 
Su primera escalada parece que fue a los catorce años, escapando a la vigilancia de su padre, en las paredes de las Cinque Torri. De 1947 a 1954 es cuando concentra su mayor nivel de actividad en la montaña con notables segundas, terceras o cuartas repeticiones de vías difíciles sobre todo en los Dolomitas. Mientras Desio deja fuera de la expedición al mejor alpinista italiano del momento Ricardo Cassin (a causa de unos supuestos problemas físicos), Lacedelli está entre los mejores, es el segundo integrante más joven de la expedición, cinco años más que Bonatti y once menos que Compagnoni. En el libro oficial Desio escribe de él: ”soltero, de 29 años, de Cortina d´Ampezzo. Talla, 1,78; de profesión hidráulico, guía alpino y profesor de esquí…”.
Fue nombrado Caballero de la Gran Cruz, Orden al Mérito de la República Italiana, en 2004.